# Qingyang He
Qingyang He (kinesiska: 清洋河) är ett vattendrag i Kina. Det ligger i provinsen Shandong, i den östra delen av landet, omkring 390 kilometer öster om provinshuvudstaden Jinan.
Genomsnittlig årsnederbörd är 748 millimeter. Den regnigaste månaden är juli, med i genomsnitt 264 mm nederbörd, och den torraste är februari, med 12 mm nederbörd.